# 安家洞
安家洞（あっかどう）は、日本の岩手県下閉伊郡岩泉町にある鍾乳洞であり、日本一長い洞窟（総延長約23,702m。「洞窟#日本の大洞窟」と「日本一の一覧#地理」も参照）。文部科学省によって国の天然記念物に指定されており、自然景勝地でもある。2013年9月に日本ジオパークに認定された三陸ジオパークのジオサイトのひとつ。

## 特徴

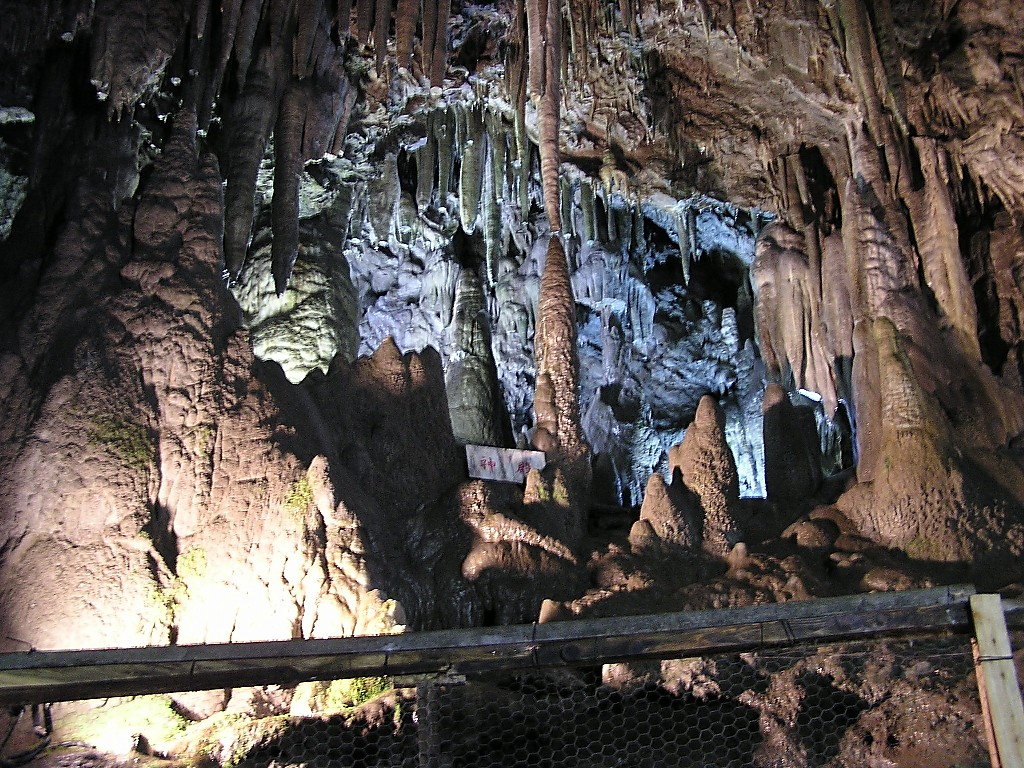
安家洞「神殿」

古くは地元の子供達の遊び場であり、もともとは這って入るほど入口が狭い洞窟であった。観光化のために入口の開削処置が行われた。安家集落付近だけで14個の洞窟があるが、その中で最大かつ唯一観光化されている洞窟である。洞途中で一旦東西に分岐する主洞の長さは約23,000m、さらに山内新洞・高月新洞・砂山連洞・瞬華洞などの無数の支洞が延びている。特定非営利活動法人日本洞穴探検協会等による探検が進むにつれて巨大な鍾乳洞であることが判明した。近年も巨大フローストーン（en）や地底湖、日本最大のシールド群が発見されている。夏は周辺でホタルが棲息し観察会などが行われている。

### 洞内の主な自然構築物
- 迷宮
- 大曲
- 神殿
- 満天星
- 万年柱
- 一角サイ
- パゴタ
- ペンギン岩
- ロケット岩
- 千枚皿

## 一般公開
毎年4月中旬から11月末日までの期間は、午前8時30分から午後4時30分までの時間、入り口から700m地点の千枚皿までの範囲が一般に公開されている。洞内は平均気温が8℃と寒く、天井が低い場所もあるため、入り口でヘルメットが貸し出される。一般ルートと、そこから分枝する「ミニ探検ルート」がある。ミニ探検ルートには照明や階段は設置されておらず自然そのままの状態を楽しむことが出来る。事前予約により、一般公開されている地点より更に奥へガイド付きで入洞することも出来る（1時間コース、3時間コース等）。

## アクセス
- 岩泉町民バス：中心部の岩泉病院前バス停から安家洞線で安家洞バス停下車。740円、所要45分。
- 自動車：岩泉町役場から岩手県道7号久慈岩泉線を北へ約20km。または普代駅から岩手県道202号普代小屋瀬線を西へ約20km。

## 周辺
- 旧岩泉町立安家小学校・安家中学校
- 安家郵便局
- 岩泉町安家診療所
- 岩泉町役場安家支所
- 安家バイパス